# Euthria
Euthria là một chi ốc biển, là động vật thân mềm chân bụng sống ở biển trong họ Buccinidae.

## Các loài
Các loài trong chi Euthria gồm có:
- Euthria abrotona Fraussen & Rolán, 2003[2]
- Euthria adeles Dautzenberg & Fisher, 1906[3]
- Euthria amorimi Fraussen, 2004[4]
- Euthria aracanense Angas, 1873
- Euthria bernardi Rolán, Monteiro & Fraussen, 2003[5]
- Euthria boavistensis Cosel, 1982[6]
- Euthria calderoni Rolán, 1985[7]
- Euthria calypso Cosel & Burnay, 1983[8]
- Euthria candidata Mabille & Rochebrune[9]
- Euthria cecilea Fraussen & Rolán, 2003[10]
- Euthria cesari Monteiro & Rolan, 2005[11]
- Euthria chinense (MacNeil, 1961)
- Euthria cornea (Linnaeus, 1758)[12]
- Euthria cumulata Fraussen & Hadorn, 2003[13]
- Euthria darwini Monteiro & Rolan, 2005[14]
- Euthria effendyi Fraussen & Dharma, 2002[15]
- Euthria fernandesi Rolán, Monteiro & Fraussen, 2003[16]
- Euthria fuscata Bruguiere[17]: đồng nghĩa của Pareuthria fuscata
- Euthria helenae Rolán, Monteiro & Fraussen, 2003[18]
- Euthria insulabris Fraussen & Rolan, 2003[19]
- Euthria japonica (Shuto, 1978)
- Euthria javanica Fraussen & Dekker, 2002[20]
- Euthria josepedroi Rolan & Monteiro, 2007[21]
- Euthria lubrica (Dall, 1918)
- Euthria marianae Rolán, Monteiro & Fraussen, 2003[22]
- Euthria noligomesi Rolan & Monteiro, 2007[23]
- Euthria philpoppei Fraussen, 2002[24]
- Euthria ponsonbyi G.B. Sowerby, 1889
- Euthria poppei Fraussen, 1999
- Euthria pulicaria Dautzenberg & Fisher, 1906[25]
- Euthria queketti E.A. Smith, 1901
- Euthria rolani Cosel, 1982[26]
- Euthria rosea Hombron & Jacquinot, 1853[27]: đồng nghĩa của Pareuthria powelli
- Euthria scepta Fraussen & Hadorn, 2003[28]
- Euthria solifer Fraussen & Hadorn, 2003[29]
- Euthria somalica (Parth, 1999)
- Euthria soniae Rolán, Monteiro & Fraussen, 2003[30]
- Euthria taeniopsoides Fraussen & Afonso, 2008[31]
- Euthria vandae Rolan & Monteiro, 2007[32]
- Euthria vokesi Fraussen & Garcia, 2008[33]
- Euthria walleri (Ladd, 1976)

## Hình ảnh

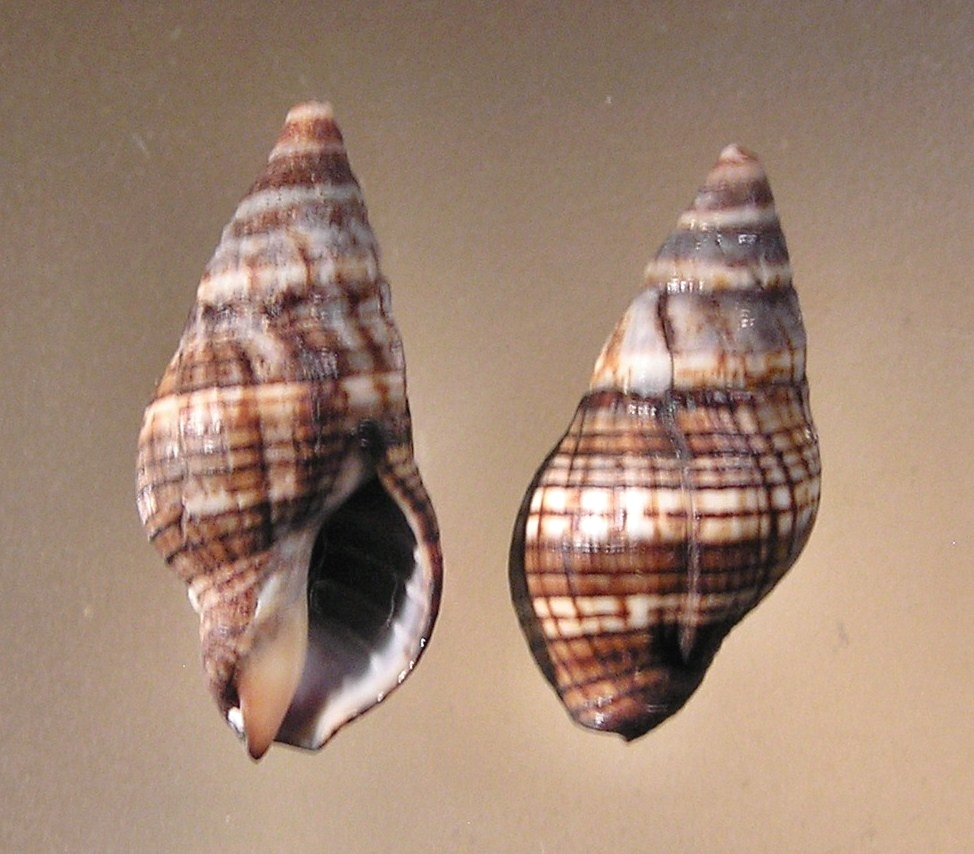